# 18637 Liverdun
18637 Liverdun (1998 EJ2) là một tiểu hành tinh vành đai chính được phát hiện ngày 2 tháng 3 năm 1998 bởi Khảo sát tiểu hành tinh OCA-DLR ở Caussols.